# 1124

## Догађаји
- Википедија:Непознат датум — Венецијански крсташки рат
- Јануар – Белек Гази, бег Артукида, и Тогтекин, емир Дамаска, пробили су одбрану Азаза (северозападно од Алепа у Сирији), али су их крсташи одбили.
- 16. фебруар — 7. јул – Опсада Тира (1124) Млечани и Франци започели су опсаду морске луке Тир, сада у Либану, којом је владао Тогтекин, атабег Дамаска. Хришћанску војску предводили су патријарх Антиохије, дужд Венеције, Понс, гроф Триполија и Вилијам де Бери, краљев заповедник.
- 26. март – Снаге Хенрија I од Енглеске поразиле су норманске побуњенике у бици код Бургтерулда.
- 27. април – Давид I наслеђује Александра I као краља Шкотске.
- 6. мај – Белек Гази, бег Артукида, погођен је и убијен стрелом током опсаде Манбија.
- Јун – Тохтекин, атабег Дамаска, послао је изасланике у логор крсташа да преговарају о миру. Након дугих и тешких дискусија, договорено је да услови предаје укључују дозволу онима који желе да напусте град да са собом поведу своје породице и имовину. У међувремену, они који желе да остану морају задржати своје куће и поседе. Ово је било непопуларно код неких крсташа, који су желели да опљачкају град.
- 7. јул –  Крсташка војска је освојила град Тир.
- 27. јул – Тубан ибн Мухамед је именован за новог турског гувернера Алепа од стране Фатимидског калифата, ел-Захир ли-Изаз Дин Алах
- 29. август – Тимурташ ослобађа Балдуина II од Јерусалима. Након преговора, крсташи плаћају 80.000 динара и уступају Атариб, Зардану, Азаз и друге антиохијске тврђаве Тимурташу. Балдуин такође обећава да ће помоћи Тимурташу против бедуинског војсковође, Дубаиса ибн Садаке. Након што је плаћено 20.000 динара и десетак талаца (укључујући Балдуинову најмлађу ћерку Јовету и Жосленовог сина Жослена II) предато је Тимурташу ради обезбеђивања плаћања.
- Септембар – Након што је пристао да помогне Тимурташу у борби против ривала, амира Дубајса бин Садаке, као услов за пуштање на слободу, краљ Балдуин II од Јерусалима склапа савез са Дубајсом и обећава му делове територије Алепа. Тимурташ тражи помоћ од свог брата Сулејмана од Мајафарикина, али два брата не успевају да се слажу, остављајући Алепо рањивим.
- 6. октобар – Почиње опсада Алепа од стране Балдуина II од Јерусалима и његових савезника. Тврђава се предаје после мање од четири месеца, 25. јануара.
- 1. новембар – Белтран де Риснел потврђује две повеље које је издао краљ Алфонсо VII током владавине краљице Ураке од Леона и Кастиље.
- 16. децембар – Избори за папу 1124: Теобалдо Бокапечи је изабран за новог папу, три дана након смрти папе Калиста II. Бокапечи узима име Целестин II, али породица Франџипани напада церемонију улагања новца и Бокапечи је повређен. Подноси оставку пре него што је устоличен како би избегао раскол. Ламберто Сканабеки је изабран за папу након што је Теобалдо Бокапечи одбијен. Сканабеки узима име папа Хонорије II.

## Смрти
- 2. фебруар — Боривој II Пшемисл, војвода Бохемије